# Wielersport op de British Empire and Commonwealth Games 1962
Wielersport is een van de sporten die beoefend werden tijdens de British Empire and Commonwealth Games 1962 in Perth, Australië. Er waren enkel wedstrijden georganiseerd voor mannelijke deelnemers; vier op de baan en een wegwedstrijd van 193 kilometer. Het gastland Australië won voor de vierde maal het medailleklassement, de Australiërs wonnen tevens alle gouden medailles bij de baanonderdelen.

## Uitslagen
| Discipline    | Goud             | Zilver          | Brons           |
| Baan          | Baan             | Baan            | Baan            |
| ------------- | ---------------- | --------------- | --------------- |
| Achtervolging | Maxwell Langshaw | Richard Hine    | Harry Jackson   |
| Scratch       | Doug Adams       | Warren Johnston | John Clarey     |
| Sprint        | Tom Harrison     | Karl Barton     | Ian Browne      |
| Tijdrit       | Peter Bartels    | Ian Chapman     | Roger Whitfield |
| Weg           |                  |                 |                 |
| Wegwedstrijd  | Wes Mason        | Anthony Walsh   | Laurie Byers    |

## Medaillespiegel
| Plaats | Land          | Goud | Zilver | Brons | Totaal |
| 1      | Australië     | 4    | 2      | 1     | 7      |
| 2      | Engeland      | 1    | 1      | 3     | 5      |
| 3      | Nieuw-Zeeland | 0    | 2      | 1     | 3      |
| Totaal | Totaal        | 5    | 5      | 5     | 15     |

1934 · 1938 · 1950 · 1954 · 1958 · 1962 · 1966 · 1970 · 1974 · 1978 · 1982 · 1986 · 1990 · 1994 · 1998 · 2002 · 2006 (baan - weg) · 2010 · 2014 · 2018 · 2022 · 2026
Atletiek · Boksen · Bowls · Gewichtheffen · Roeien · Schermen · Schoonspringen · Wielersport · Worstelen · Zwemmen